# Comitè Nacional Bretó
El Comité Nacional Bretó fou un cos legislatiu bretó constituït el 3 de juliol de 1940, al «Congrés» de Pontivy, per François Debeauvais i Olier Mordrel, i redactaren un manifest de 19 punts, anomenat Programa de Pontivy. També aprovaren l'edició de la nova revista L'Heure Bretonne, que va editar 201 números entre juliol de 1940 i juny 1944 (el primer redactor fou Morvan Lebesque, i després Jean Merrien el desembre de 1940).

## Context
L'elecció de Pontivy es degué al fet que allí es va celebrar el darrer congrés del Partit Nacional Bretó el 1939 que va prohibir la poilicia. Hi participaren poques persones (unes 200 d'elles 80 presoners alliberats). Nombrosos militants encara eren detinguts en camps, d'altres com el pintor Paul Durivaut havien mort a la guerra. Els principals dirigents, Mordrel, Debeauvais, Marcel Guieysse i Célestin Lainé, es reuniren per formar el CNB, on Debauvais fou elegit president per unanimitat i Mordrel vicepresident, però aquest darrer càrrec fou suprimit per la majoria dels membres, a demanda de Célestin Lainé qui no en veia utilitat. Aquestes ingrigues internes expliquen els canvis esdevinguts quatre mesos més tard i l'expulsió de Mordrel.

## Discurs
Debauvais, Guieysse i Lainé van prendre la paurala després que Marcel Planiol, el jurista del PNB. Mordrel proclamà la declaració de Pontivy, on especifica que "El Consell Nacional bretó, òrgan representatiu dels bretons, garant del ben col·lectiu i de l'honor del seu poble, lluitarà per donar a la Bretanya un estat nacional dins el quadre natural i l'esperit de la seva tradició, per tal que en ell hi pugui viure la nació organitzada, lliure en les seves aspiracions i mestressa dels seus interessos" i que "l'estatut internacional de l'Estat bretó, la naturalesa de les seves relacions amb França i Alemanya seran definits pels acords, lliurement discutits en el marc de possibilitats ofertes per les noves condicions generals". Els objectius principals de la futura Constitució foren exposats en el "Programa de Pontivy", que fou publicat a l'Heure Bretonne en el seu primer número del 14 de juliol de 1940.

## Epíleg
Els militants es dispersaren en acabar la reunió. Célestin Lainé va prendre possessió oficialment del castell dels Rohan, que transformà en caserna per a habilitar els primers membres de la fugura legió bretona (uns quaranta efectius).